# 卢库鲁斯
卢基乌斯·李锡尼·卢库鲁斯（拉丁語：Lucius Licinius Lucullus，前110年—前57或56年），罗马将军、执政官。
卢库鲁斯是罗马共和国末期著名将领，著有战史著作。早年参加同盟者战争，后为苏拉部将，随其与米特拉达悌六世作战，是参加苏拉向罗马进军的惟一军官。前74年当选执政官，率军远征小亚细亚。在第三次米特拉达梯战争中发挥出非凡将才，其闻名遐迩的两次战绩分别为在前72-72年间的基齐库斯围城战中打败米特拉达悌六世，以及在前69年的提格拉诺塞塔战役中打败亚美尼亚国王提格拉尼二世。最让人感到神奇的是对阵亚美尼亚国王一役。以1.2万步兵和2500骑兵，对战12.5万亚美尼亚大军。当时的形势被亚美尼亚国王形容为：“罗马派来的如果是求和的谈判使团，人数是多了一些，如果是来打仗的军人，这点人数可就太少了。”。卢库鲁斯的指挥风格格外受古代军事家表扬，他的征战生涯也被视为治军有道的例子。
卢库鲁斯带着从东方掠夺的无尽财富，艺术珍品，以及奴隶凯旋而归。回到罗马后，他在建筑，畜牧，以及水產養殖等私人产业上倾注巨资，其投资之大令人为之震撼。同时，卢库鲁斯也不惜财富地赞助艺术家和学者进行创作，并将其在塔斯库隆的宅邸改建成招待有识之士的庄园。他在𬞟丘上建筑了卢库鲁斯花园。卢库鲁斯对发展罗马的艺术和文化作出了巨大的贡献，但其耗资也助长了他享乐主义和奢侈无度的传说，使“卢库卢斯”成为浪费的同义词。

## 引用和注释
1. ↑  "The bust in the Hermitage, No. 77, published in Arch. Zeit. 1875, PI. Ill, is not a portrait of L. Licinius Lucullus or even of an admiral, but of a lictor. The relief at the base represents a lictor's axe, and the costume is that of the lictors on the Arch of Trajan at Beneventum," observed G. Hauser, in Jahrbuch der Oesterreichisches Archiv I. 10 1907, pp. 153–56, reported in American Journal of Archaeology 12 1908, p 236.
2. ↑   Plutarch <希臘羅馬英豪列傳 II> P888起
3. ↑  盐野七生. . 台北: 三民书局. 1998年. ISBN 978-957-14-2762-1.